# ブランドン・スー・フー
ブランドン・スー・フー（Brandon Soo Hoo,  1995年11月2日 - ）は、アメリカ合衆国の子役、俳優である。

## 来歴
1995年、カリフォルニア州パサデナに生まれる。2006年の10歳の頃から子役としてキャリアをスタートさせ、初めの頃は大手玩具店トイザらスなどのアメリカ国内のテレビCMなどへ出演。翌年には子供教育番組『セサミ・ストリート』へも出演した。
2009年にベン・スティラーが監督した『トロピック・サンダー/史上最低の作戦』では、スティラーのほかロバート・ダウニー・Jr、ジャック・ブラックらが演じる主人公たちが潜入する東南アジアのジャングルで、麻薬組織を牛耳る暴君のボスを演じて注目される。それがきっかけで、2009年のヤング・アーティスト・アワードの子役助演男優部門を受賞した。同賞はそれ以外にも2011年～2013年の間で毎年違う作品、違う部門でノミネートを受けている。同作への出演以降も順調にキャリアを重ねており、2012年にハリソン・フォードらが出演した『エンダーのゲーム』へもキャスティングされた。

## 出演作品

### 映画
- トロピック・サンダー/史上最低の作戦 Tropic Thunder (2008)
- G.I.ジョー G.I. Joe: The Rise of Cobra (2009)
- Everyday Kid (2010) ※テレビ映画
- エンダーのゲーム Ender's Game (2013)
- Terry the Tomboy (2014) ※テレビ映画

### テレビシリーズ
- セサミ・ストリート Sesame Street (2006)
- マイネーム・イズ・アール My Name Is Earl (2008)
- 'Til Death (2009)
- コミ・カレ! Community (2010)
- Everyday Kid (2010)
- Workaholics (2011)
- ハイスクール・ニンジャ Supah Ninjas (2011 - 2013)
- Incredible Crew (2012 - 2013)
- Instant Mom (2013)
- フロム・ダスク・ティル・ドーン From Dusk Till Dawn (2014)

## 参照
1. ↑  https://www.imdb.com/name/nm1317656/bio/?ref_=nm_ov_bio_sm
2. ↑  https://www.imdb.com/name/nm1317656/awards/?ref_=nm_awd